# Jardim Carioca
Jardim Carioca é um bairro da Zona Norte do município do Rio de Janeiro.
Seu IDH, no ano 2000, era de 0,836, o 61º melhor do município do Rio de Janeiro.

## História

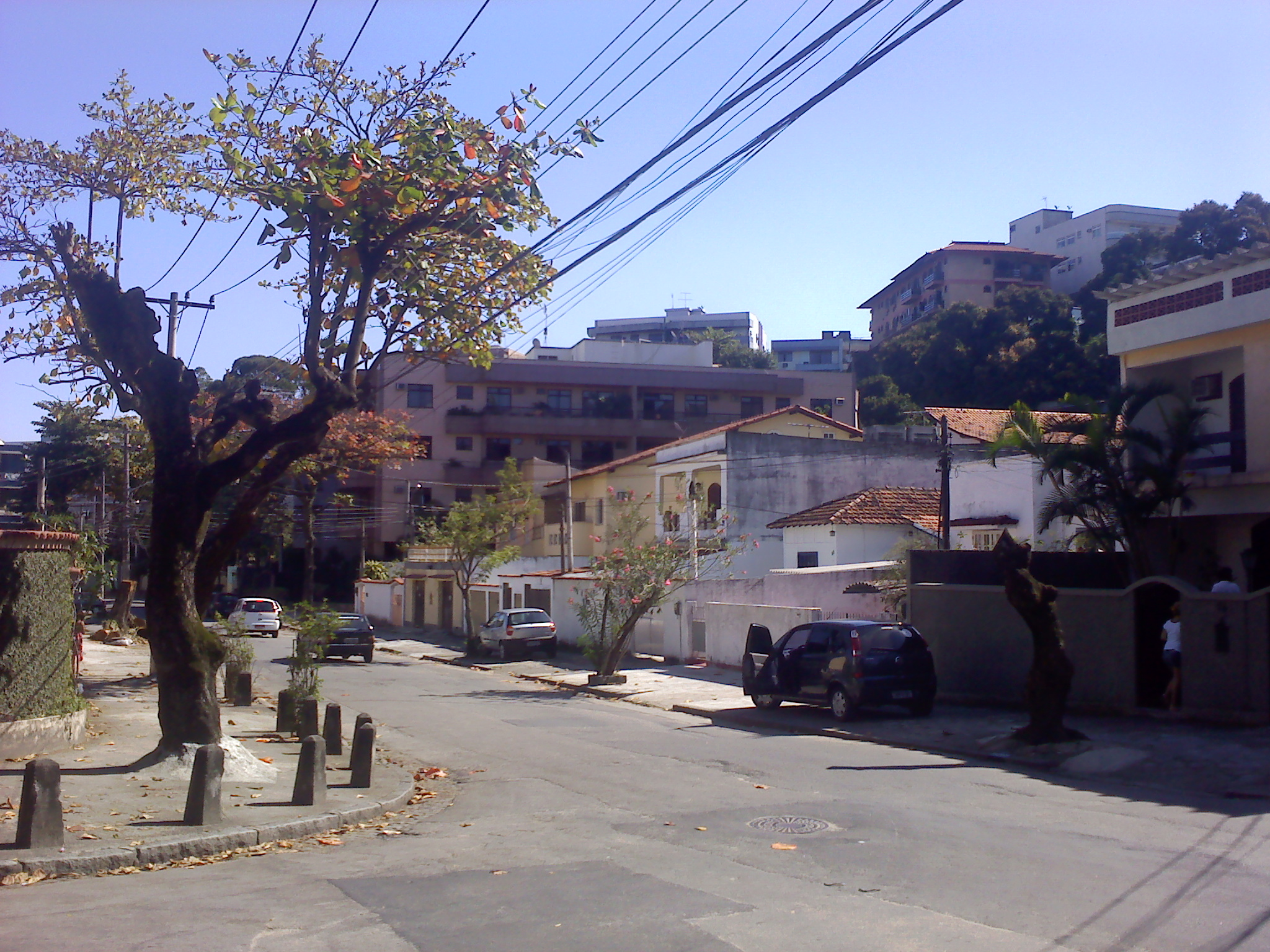
Rua Muiatuca, no bairro Jardim Carioca.

Fica localizado dentro da Ilha do Governador. Faz limite com os bairros Portuguesa, Moneró, Tauá, Cocotá, Praia da Bandeira, Cacuia e Jardim Guanabara. Nasceu do loteamento do mesmo nome, lançado na década de 1920, vendendo lotes com casas prontas.